# Revolta de 31 de janeiro de 1891

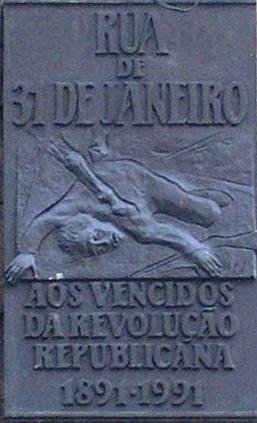
Placa evocativa na Rua de 31 de Janeiro, no Porto.

A Revolta de 31 de Janeiro de 1891 foi o primeiro movimento revolucionário que teve por objectivo a implantação do regime republicano em Portugal. A revolta teve lugar na cidade do Porto.

## História

### As causas

O Mapa Cor-de-Rosa, que originou o ultimato britânico de 1890

No dia 31 de Janeiro de 1891, na cidade do Porto, registou-se um levantamento militar contra as cedências do Governo (e da Coroa) ao ultimato britânico de 1890 por causa do Mapa Cor-de-Rosa, que pretendia ligar, por terra, Angola a Moçambique.
A 1 de Janeiro de 1891 reuniu-se o Partido Republicano em congresso, de onde saiu um directório eleito constituído por: Teófilo Braga, Manuel de Arriaga, Homem Cristo, Jacinto Nunes, Azevedo e Silva, Bernardino Pinheiro e Magalhães Lima.
Estes homens apresentaram um plano de acção política a longo prazo, que não incluía a revolta que veio a acontecer, no entanto, a sua supremacia não era reconhecida por todos os republicanos, principalmente por aqueles que defendiam uma acção imediata. Estes, além de revoltados pelo desfecho do episódio do Ultimato, entusiasmaram-se com a recente proclamação da República no Brasil, a 15 de Novembro de 1889.
As figuras cimeiras da "Revolta do Porto", que sendo um movimento de descontentes grassando sobretudo entre sargentos e praças careceu do apoio de qualquer oficial de alta patente, foram o capitão António Amaral Leitão, o alferes Rodolfo Malheiro, o tenente Coelho, o sargento Pedro Amaral Botto Machado, além dos civis, o dr. Alves da Veiga, o actor Miguel Verdial e Santos Cardoso, além de vultos eminentes da cultura como João Chagas, Aurélio da Paz dos Reis, Sampaio Bruno, Basílio Teles, entre outros.

### O acontecimento

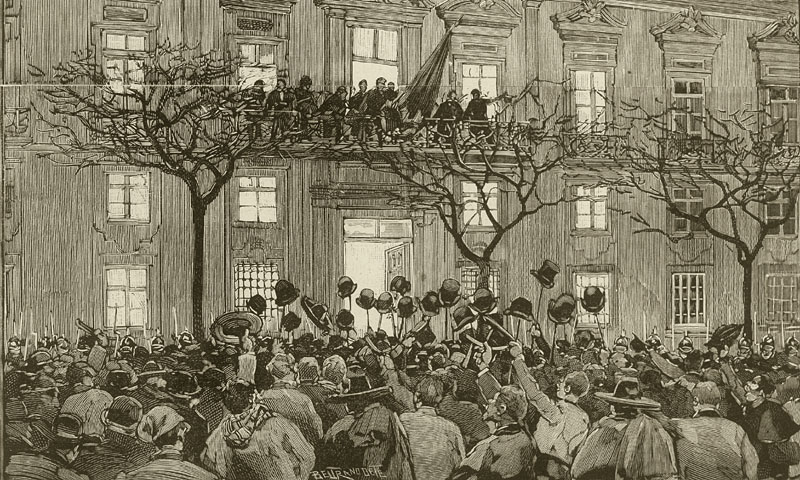
A proclamação da República das janelas da Câmara Municipal

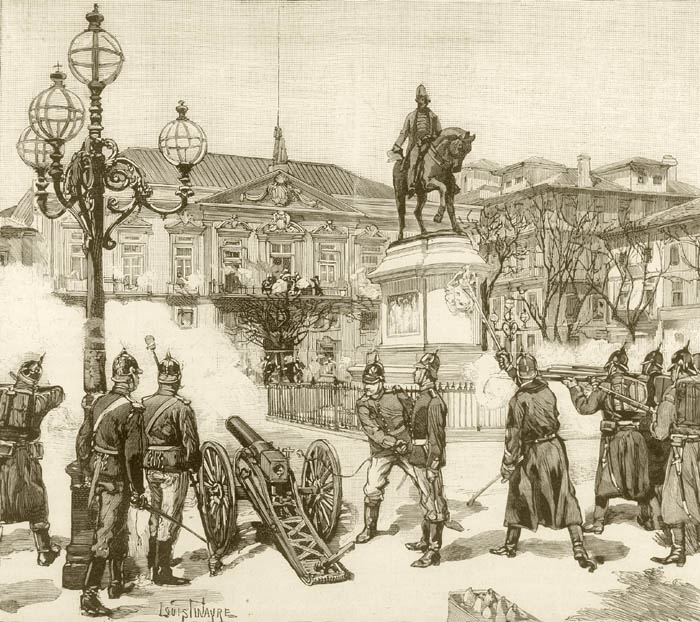
A guarda municipal atacando os revoltosos entrincheirados na casa da Câmara

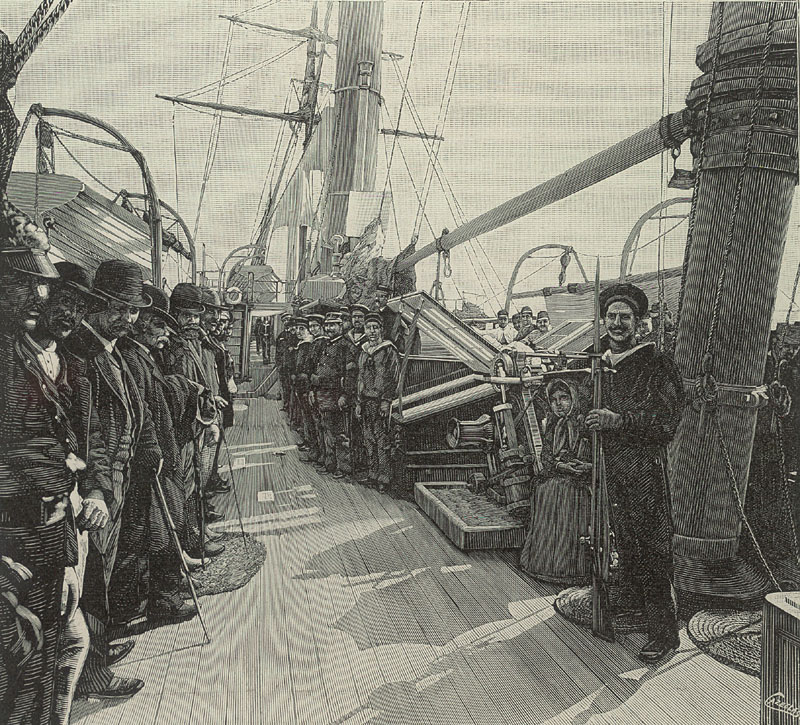
Os presos a bordo do transporte «Índia»

A revolta tem início na madrugada do dia 31 de Janeiro, quando o Batalhão de Caçadores n.º 9, liderados por sargentos, entre os quais Pedro Amaral Botto Machado, se dirigem para o Campo de Santo Ovídio, hoje Praça da República, onde se encontra o Regimento de Infantaria 18 (R.I.18). Ainda antes de chegarem, junta-se ao grupo, o alferes Malheiro, perto da Cadeia da Relação; o Regimento de Infantaria 10, liderado pelo tenente Coelho; e uma companhia da Guarda Fiscal. Embora revoltado, o R.I.18, fica retido pelo coronel Meneses de Lencastre, que assim, quis demonstrar a sua neutralidade no movimento revolucionário.
Os revoltosos descem a Rua do Almada, até à Praça de D. Pedro, (hoje Praça da Liberdade), onde, em frente ao antigo edifício da Câmara Municipal do Porto, ouviram Alves da Veiga proclamar da varanda a Implantação da República. Acompanhavam-no Felizardo Lima, o advogado António Claro, o Dr. Pais Pinto, Abade de São Nicolau, o Actor Verdial, o chapeleiro Santos Silva, e outras figuras. Verdial leu a lista de nomes que comporiam o governo provisório da República e que incluíam: Rodrigues de Freitas, professor; Joaquim Bernardo Soares, desembargador; José Maria Correia da Silva, general de divisão; Joaquim d'Azevedo e Albuquerque, lente da Academia; Morais e Caldas, professor; Pinto Leite, banqueiro; e José Ventura Santos Reis, médico.
Foi hasteada uma bandeira vermelha e verde, pertencente a um Centro Democrático Federal. Com fanfarra, foguetes e vivas à República, a multidão decide subir a Rua de Santo António, em direcção à Praça da Batalha, com o objectivo de tomar a estação de Correios e Telégrafos.
No entanto, o festivo cortejo foi barrado por um forte destacamento da Guarda Municipal, posicionada na escadaria da igreja de Santo Ildefonso, no topo da rua. O capitão Leitão, que acompanhava os revoltosos e esperava convencer a guarda a juntar-se-lhes, viu-se ultrapassado pelos acontecimentos. Em resposta a dois tiros que se crê terem partido da multidão, a Guarda solta uma cerrada descarga de fuzilaria vitimando indistintamente militares revoltosos e simpatizantes civis. A multidão civil entrou em debandada, e com ela alguns soldados.
Os mais bravos tentaram ainda resistir. Cerca de trezentos barricaram-se na Câmara Municipal, mas por fim, a Guarda, ajudada por artilharia da serra do Pilar, por Cavalaria e pelo Regimento de Infantaria 18, sob as ordens do chefe do Estado Maior do Porto, General Fernando de Magalhães e Menezes força-os à rendição, às dez da manhã. Terão sido mortos 12 revoltosos e feridos 40.

### O desfecho
Alguns dos implicados conseguiram fugir para o estrangeiro: Alves da Veiga iludiu a vigilância e foi viver para Paris: o jornalista Sampaio Bruno e o Advogado António Claro alcançaram a Espanha, assim como o Alferes Augusto Malheiro, que daí emigrou para o Brasil.
Os nomeados para o "Governo Provisório" trataram de esclarecer não terem dado autorização para o uso dos seus nomes. Dizia o prestigiado professor Rodrigues de Freitas, enquanto admitia ser democrata-republicano:
"mas não autorizei ninguém a incluir o meu nome na lista do governo provisório, lida nos Paços do Concelho, no dia 31 de Janeiro, e deploro que um errado modo de encarar os negócios da nossa infeliz pátria levasse tantas pessoas a tal movimento revolucionário."
A reacção oficial seria como de esperar, implacável, tendo os revoltosos sido julgados por Conselhos de Guerra, a bordo de navios, ao largo de Leixões: o paquete Moçambique, o transporte Índia e a corveta Bartolomeu Dias . Para além de civis, foram julgados 505 militares. Seriam condenados a penas entre 18 meses e 15 anos de degredo em África cerca de duzentas e cinquenta pessoas. Em 1893 alguns seriam libertados em virtude da amnistia decretada para os então criminosos políticos da classe civil.
Em memória desta revolta, logo que a República foi implantada em Portugal, a então designada Rua de Santo António foi rebaptizada para Rua de 31 de Janeiro, passando a data a ser celebrada dado que se tratava da primeira de três revoltas de cariz republicano efectuadas contra a monarquia constitucional (as outras seriam o Golpe do Elevador da Biblioteca, e o 5 de Outubro de 1910).